# District de Chợ Gạo
Chợ Gạo est un district de la province de Tiền Giang dans la delta du Mékong au sud du Viêt Nam. 

## Géographie
La superficie de Chợ Gạo est de 235 km2. 
Le chef lieu du district est Chợ Gạo.